# Банк Маврикію
Банк Маврикію (англ. Bank of Mauritius) —— центральний банк Маврикію.

## Історія
У XIX столітті для Маврикію випускали банкноти декілька банків: Колоніальний банк Маврикію Бурбона і залежних територій, Банк Маврикію, Комерційний банк Маврикію й ін. Номінал банкнот виражався в різних валютах: кронах, доларах, рупіях, інколи в двох валютах (фунт = 5 доларів).
У 1886 році випуск банкнот почав уряд Маврикію — спочатку в шилінгах і фунтах, потім — у фунтах і доларах, рупіях. У 1934 році казначейство Маврикію почало випуск банкнот і монет в маврикійських рупіях.
У 1966 році заснований державний Банк Маврикію, що почав операції 1 вересня 1967 року.